# Patronato (istituto)
Il patronato è un istituto presente in Italia, che esercita funzioni di assistenza e di tutela in favore dei lavoratori, dei pensionati e di tutti i cittadini presenti sul territorio dello Stato; è emanazione diretta di una organizzazione sindacale, datoriale o associativa, sia essa di lavoratori dipendenti, lavoratori autonomi o di entrambe le categorie.

## Storia
I primi patronati vennero istituiti nel 1917, per tutelare gli agricoltori dagli infortuni sul lavoro. Nel 1925 durante il governo Mussolini venne creato il "Patronato nazionale medico", riconosciuto giuridicamente come "Patronato nazionale medicolegale per gl'infortuni agricoli e industriali e per le assicurazioni sociali", mediante il decreto del Ministero dell'economia nazionale del 26 giugno. Il 24 dicembre del 1927 cambiò denominazione in Patronato nazionale per l'assistenza sociale. Fu poi sciolto con il regio decreto del 29 ottobre 1942 e le sue funzioni vennero trasferite alle Confederazioni fasciste dei lavoratori.
Nel 1947, con la caduta del fascismo, fu data una nuova disciplina giuridica ai patronati e vennero fondati nuovi istituti, primo fra tutti l'ACLI (Associazioni Cristiane Lavoratori Italiani), seguito da altri come l'INCA (Istituto Nazionale Confederale di Assistenza) del sindacato CGIL. Nel 1970 venne riconosciuto agli istituti di patronato il diritto di esercitare le proprie funzioni di assistenza e di tutela anche all'interno delle aziende.

## Disciplina normativa
Gli istituti di patronato vennero riconosciuti dallo stato con d.lgs. CPS 29 luglio 1947 n. 804, che conteneva già le prime norme a disciplina e regolamentazione degli stessi. Altre indicazioni normative rilevanti sono contenute nell'articolo 12 della legge 20 maggio 1970, n. 300 e l'articolo 3 della legge 27 marzo 1980, n. 112, i criteri di finanziamento vennero disciplinati col decreto del Ministero del Lavoro del 26 giugno 1981.
Successivamente ne venne varata una riforma con la legge 30 marzo 2001 n. 152, che rivalutò i ruoli e ne ridefinì con più chiarezza i compiti.

## Descrizione

### Caratteristiche dell'attività
Il ruolo previsto dalla legge italiana per il patronato è quello di tutelare i diritti individuali di qualsiasi cittadino presente sul territorio nazionale o estero. L'attività di assistenza e consulenza di un patronato è mirata al conseguimento di prestazioni previdenziali, sanitarie e di carattere socio-assistenziale, incluse quelle in materia di emigrazione e immigrazione. Se ne hanno requisiti, possono offrire servizi di Centro di assistenza fiscale.
La legge prevede inoltre che tali istituti possano svolgere attività di supporto ad autorità diplomatiche e consolari italiane  all'estero; hanno inoltre la facoltà di poter accedere a banche dati dei vari enti preposti all'erogazione della prestazione, previo mandato rilasciato dall'assistito.

### Finanziamento
I patronati ricevono un finanziamento attraverso un fondo specifico accantonato presso gli enti. Tale fondo è composto da una percentuale dei contributi versati dai lavoratori dipendenti in ogni anno. Il finanziamento è trasferito ai patronati in maniera proporzionale all'attività svolta, verificata dal ministero del lavoro attraverso i propri ispettori.
La quota percentuale, oggi pari allo 0,199%, è versata su un conto del Ministero del Lavoro che provvede, con decreto, a ripartire i fondi tra i patronati, in base all'attività svolta.

Il finanziamento è accordato con un sistema “a punteggio”, che riconosce "punti" solo per alcune tipologie di pratiche a condizione che la pratica stessa abbia avuto esito positivo.

### Vigilanza
L'attività di patronato è sottoposta al controllo del Ministero del lavoro e delle politiche sociali, che verifica annualmente la quantità-qualità dell'attività svolta e la rispondenza degli uffici ai parametri stabiliti dalla legge per l'Italia e per l'estero.

## Patronati riconosciuti
Elenco dei patronati riconosciuti dalla legge:
- Patronato INPAS, promosso dalla Confederazione generale dei sindacati autonomi dei lavoratori (CONFSAL)
- Ente di patronato e di assistenza sociale per gli artigiani (CNA) (EPASA)
- Associazione cristiana artigiani italiani (ACAI)
- Associazioni cristiane lavoratori italiani (ACLI)
- Associazione nazionale fra lavoratori mutilati e invalidi del lavoro (ANMIL)
- Confederazione delle libere associazioni artigiane (CLAAI)
- Ente assistenza sociale agli artigiani (EASA)
- Ente di patrocinio e assistenza per i cittadini e l'agricoltura (EPACA), promosso da Coldiretti
- Ente di patronato e di assistenza sociale (EPAS)
- Patronato ACAI-ENAS
- Ente nazionale assistenza patrocinio agricoltori  (ENAPA) il patronato della Confederazione generale dell'agricoltura italiana (CGAI-Confagricoltura)
- Ente nazionale confederale assistenza lavoratori(CISAL) (Encal)
- Ente nazionale di assistenza al cittadino (ENAC)
- Ente nazionale di assistenza sociale per i commercianti (ENASCO)
- Federazione nazionale autonoma lavoratori commercianti e artigiani[8]
- Istituto nazionale assistenza piccoli imprenditori (INAPI)
- Istituto nazionale confederale di assistenza  (INCA - CGIL)
- Istituto nazionale di assistenza e di patronato per l'artigianato (Confartigianato)(INAPA)
- Istituto nazionale di assistenza sociale (INAS - CISL)
- Istituto nazionale di previdenza e assistenza sociale, promosso dalla Confsal
- Istituto di tutela e assistenza dei lavoratori (ITAL-UIL)
- Patronato LABOR (Confeuro - Confederazione delle associazioni e sindacati liberi dei lavoratori europei.)
- Servizio nazionale assistenza sociale (SeNAS)[9]
- Servizio italiano assistenza sociale e per i servizi sociali dei lavoratori (SIAS)
- Istituto nazionale assistenza cittadini (INAC), promosso dalla Confederazione italiana agricoltori (CIA)
- Ente nazionale di assistenza sociale ai cittadini (ENASC) [10]
- Patronato ITACO (Cna e Confesercenti hanno unificato i loro Patronati creando il nuovo Patronato denominato: EPASA-ITACO)
- Patronato INPAL - Istituto Nazionale Per l'Assistenza ai Lavoratori promosso dall'Associazione Italiana Coltivatori (AIC)